# Bathyraja arctowskii
Espèce
Statut de conservation UICN

 LC  : Préoccupation mineure
Bathyraja arctowskii est une espèce de raies de la famille des Arhynchobatidae.

## Description
Décrite pour la première fois lors de sa découverte par Louis Dollo en 1904, il a fallu attendre plus d'un siècle et l'article de Stehmann et coll. pour voir sa première description complète. Bathyraja arctowskii est l'une des plus petites raies du genre Bathyraja avec une taille maximale observée de 61 cm. Elle diffère des autres Bathyraja de l'Antarctique par une absence complète d'épines sur le disque dorsal.
Sa cavité buccale est au moins en partie de couleur grisâtre moyen à foncé.

## Distribution
Cette espèce est présente tout autour de l'Antarctique,.

## Taxonomie
Le nom valide complet (avec auteur) de ce taxon est Bathyraja arctowskii (Dollo, 1904).

### Synonymie
L'espèce a été initialement classée dans le genre Raja sous le protonyme Raja arctowskii Dollo, 1904.
L'espèce Bathyraja arctowskii a donc pour synonyme :
- Raja arctowskii Dollo, 1904